# Hopi Hari
Hopi Hari is een Braziliaans themapark in Vinhedo, São Paulo. Het ligt op 80 km afstand van de stad São Paulo. Met zijn 0,76 km² wordt het park beschouwd als het tweede grootste pretpark in Brazilië, na Beto Carrero World. Het park is een onderdeel van het toeristisch complex SerrAzul Full Life. In Hopi Hari wordt net gedaan of het om een bestaande soevereine staat gaat. Haar werknemers zijn inwoners (hópius). Verder is er een "president", en heeft het haar eigen geld en taal.

## Geschiedenis

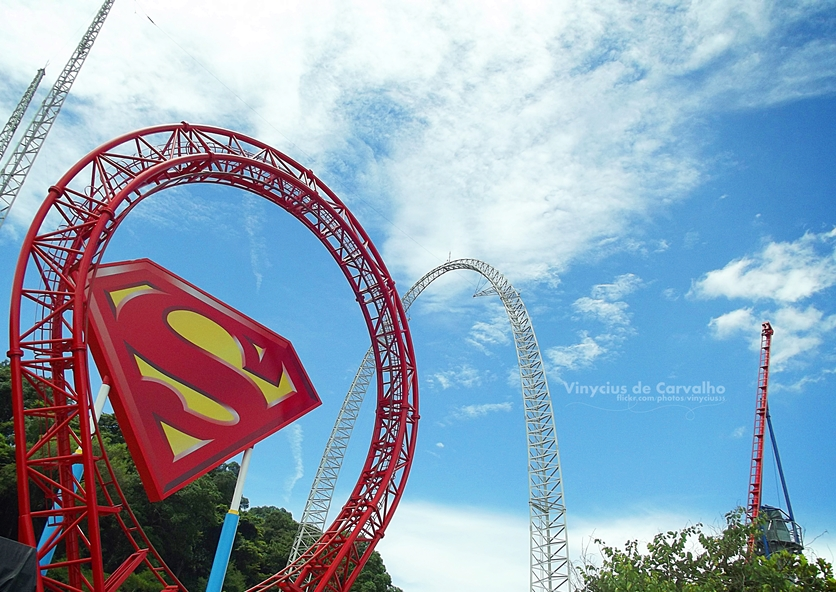
Logo Superman bij Katapul

Hopi Hari werd ontworpen en gebouwd door International Theme Park Services Inc., een Amerikaans bedrijf gevestigd in de stad Cincinnati. Bij het ontwerp baseerde International Theme Park Services zich op het ontwerp van Paramount King's Island, een pretpark in Cincinnati. Oorspronkelijk zou het park "Playcenter Great Adventure" heten. Zoals uit die naam blijkt, behoorde het tot de Playcenter groep. Maar als gevolg van de crisis die Brazilië in de jaren 1990 trof werd de groep gedwongen om het park tijdens de aanbouw nog te verkopen. GP Investments nam de werken over en wijzigde nog enkele onderdelen in het project, waaronder een naamswijziging naar Hopi Hari. Als gevolg van schulden verkocht de groep GP Investments het park juni 2009 voor een symbolische waarde aan de groep HH II PT S/A.
In januari 2012 werd het gebied Infantasia gerenoveerd en heropend. Via een licentieovereenkomst met Warner Bros Consumer Products maakte de personages van de Looney Tunes hun intrede in het park. Later volgden ook Superman, Batman, Wonder Woman, Green Lantern, Aquaman en Flash. De vernieuwingen samen met de licentie waren goed voor een investering van 150 miljoen Braziliaanse real.

## Themazones

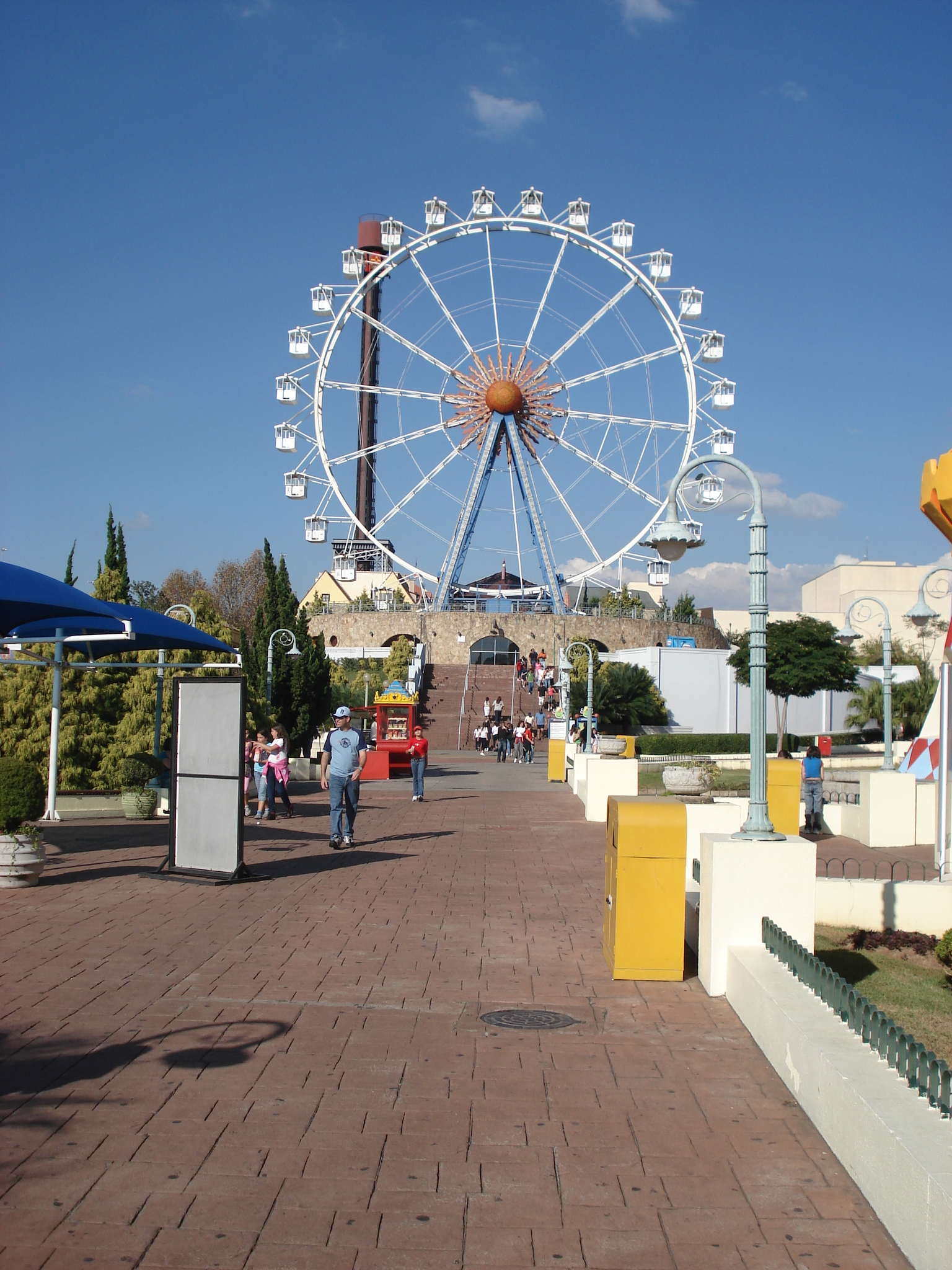
Giranda Mundi

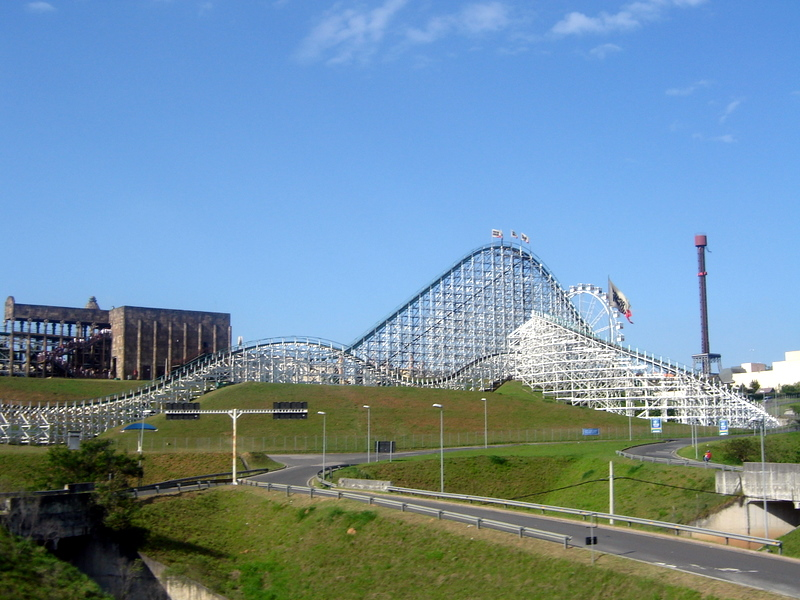
Montezum, La Tour Eiffel op achtergrond

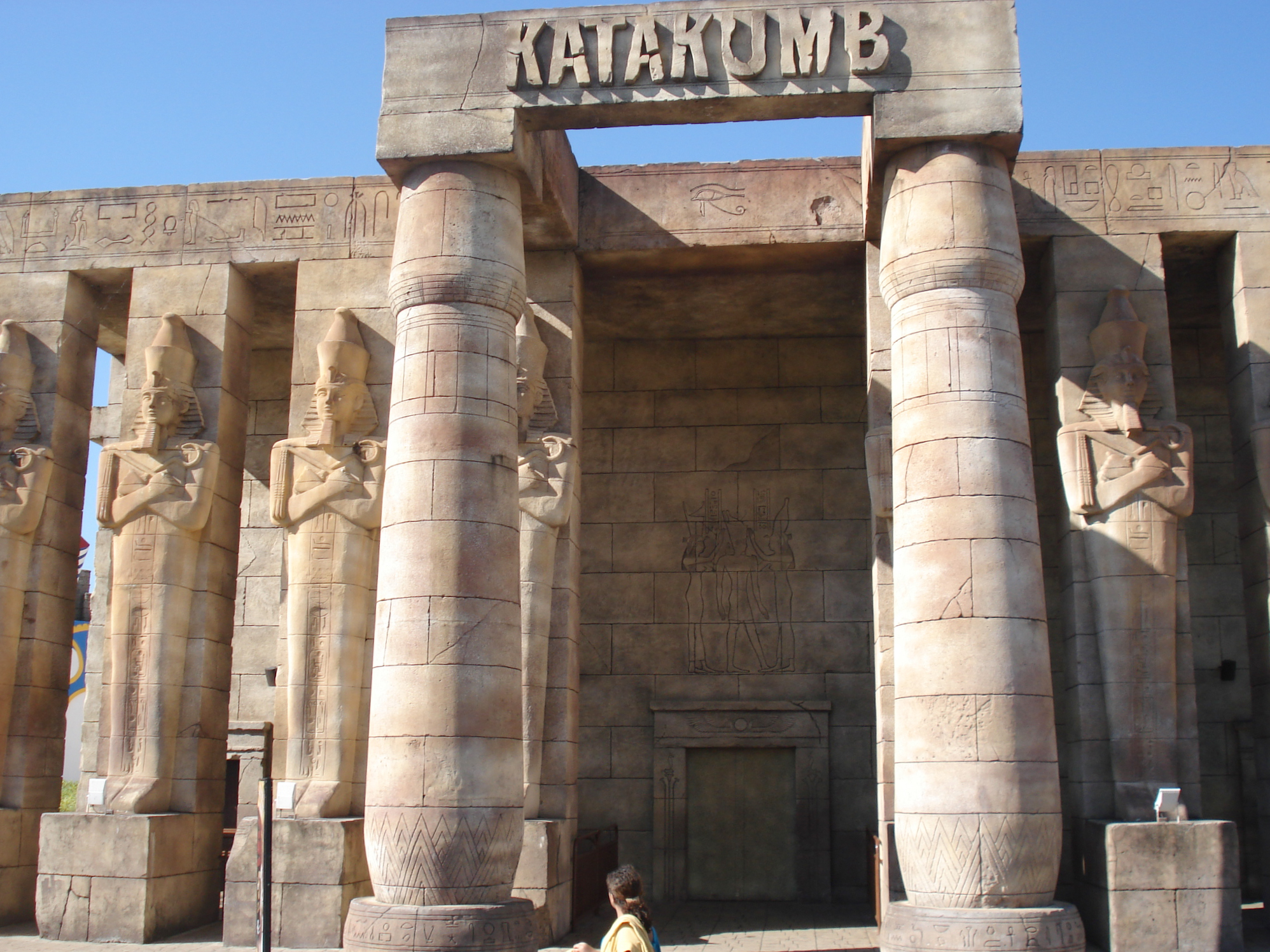
Katakumb

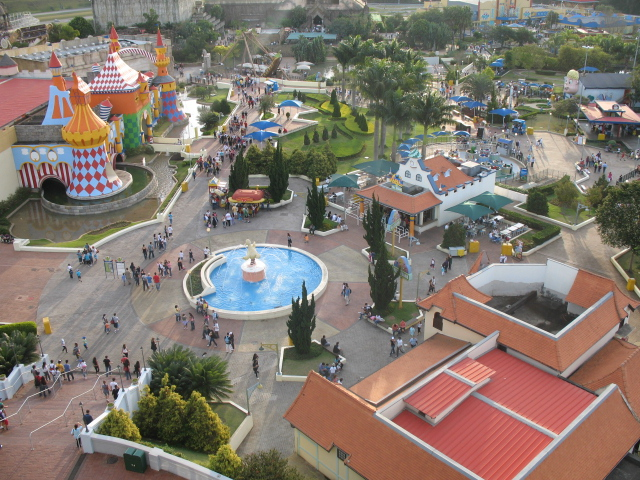
Hopi Hari, links Kastel di Lendas

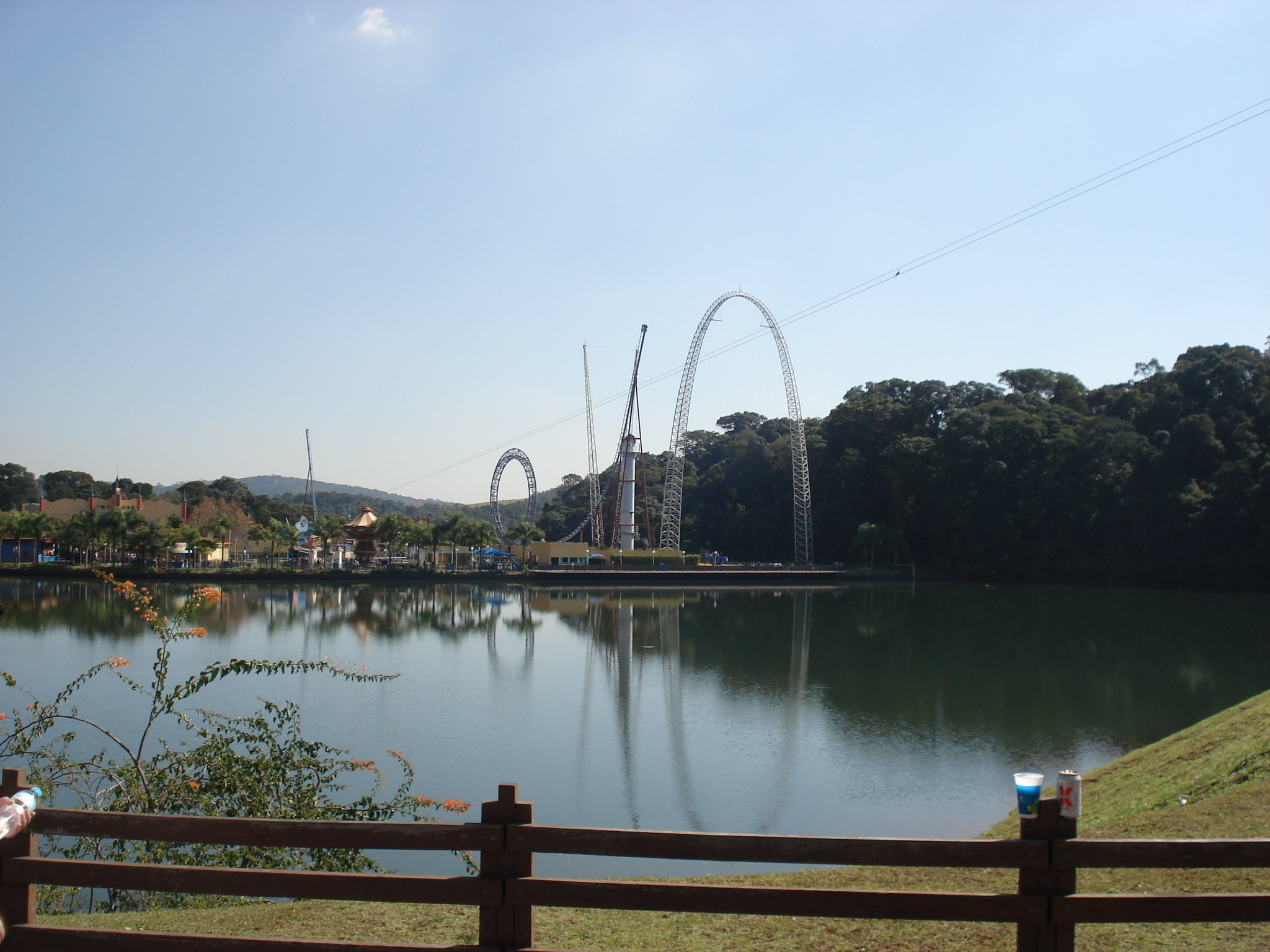
Katapul en Hadikali

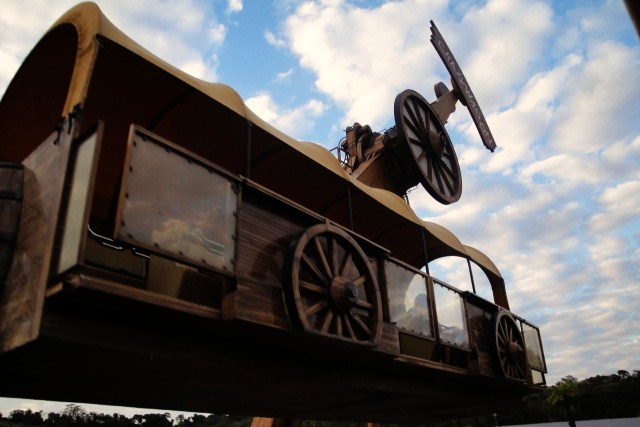
Crazy Wagon

Hopi Hari is onderverdeeld in vijf themazones: Kaminda Mundi, Mistieri, Infantasia, Liga de Justiça en Wild West. Naast de attracties zijn er ook nog verschillende arcadespellen en gokautomaten. Attracties met een asterisk zijn betalend.

### Kaminda Mundi
Kaminda Mundi ligt in het zuidoosten van Hopi Hari en beslaat een oppervlakte van 29.000 m². Het is de eerste regio van het park, net voorbij de ingang. De zone is een eerbetoon aan de mensen van Hopi Hari, hun voorouders en hun oorsprong.
- Le Voyage - een lift van 23 verdiepingen in een replica van de Eiffeltoren
- Giranda Mundi - Reuzenrad
- Teatro di Kaminda - Theater
- Cinétrion - 3D-film

### Mistieri
Mistieri ligt in het zuidoosten van het park en heeft een oppervlakte van 52.000 m².
- Montezum - de enige houten achtbaan van Brazilië anno 2024
- Vurang - Overdekte achtbaan
- Ekatomb - Topspin
- Vulaviking - Schommelschip
- Simulákron - Bioscoop
- Katakumb* - Walkthrough, doolhof

### Infantasia
Infantasia heeft een oppervlakte van 31.000 m². Dit deel van het park is centraal gelegen en gethematiseerd met de Looney Tunes-karakters en vooral gericht op kinderen.
- Kastel di Lendas - Darkride
- Giranda di Musik - Carrousel
- Lokolorê - Theekopjesattractie
- Chabum - Water speeltuin
- Konfront - Draaimolen
- Leva í Traz - Rondrit
- Dispenkito - Kinder-vrije val
- Trakitanas - Speeltuin
- Klapi Klapi - Theater

### Liga de Justiça
Liga de Justiça vernoemd naar Justice League (voorheen: Aribabiba) is de hoofdstad van het fictieve land en beslaat een oppervlakte van 16.000 m², gelegen in het noordwesten. De attracties zijn gethematiseerd met de DC Comics-helden.
- Katapul - Shuttle-achtbaan met lancering (enige lanceerachtbaan van Brazilië anno 2024)
- Bat Hatari - Stalen achtbaan
- Hadikali* - Skycoaster
- Elektron - Vliegend tapijt
- Trukes Di Pinguim - Zweefmolen
- Dismonti - Botsauto's
- Tokaia - Spin 'n puke
- Cinemotion: Lanterna Verde contra Parallax - 4D-film
- Enigmas di charada - (onbekend)

### Wild West
Wild West bevindt zich helemaal in het noordoosten van het park en heeft een grootte van 50.000 m². Het gebied is gethematiseerd als het voormalige Amerikaanse westen.
- Rio Bravo - Rapid river
- Evolution - Frisbee
- Crazy Wagon - Vliegend tapijt
- Saloon Show - Restaurant met shows
- West River Hotel - Hotel
- Spleshi - Boomstamattractie
- La Mina Del Joe Sacramento - Walkthrough
- Tirolesa* - Deathride
- Officina De Chocolate* - Chocoladewinkel